# Galleria di Marianopoli
La galleria di Marianopoli è un lungo tunnel ferroviario, a binario semplice, posto tra le stazioni di Marianopoli e di Mimiani-San Cataldo, in provincia di Caltanissetta, della ferrovia Palermo-Catania, in Sicilia.

## Storia
La linea ferroviaria Palermo-Catania, a causa del percorso difficile per la presenza di varie catene montuose, ha comportato la necessità di costruire varie gallerie di attraversamento e di valico. La scelta operata nel 1877, dopo anni di diatribe e polemiche, del tracciato detto di Vallelunga per la congiunzione delle tratte costruite in precedenza, ha determinato la costruzione del tunnel di Marianopoli per permettere alla ferrovia di approssimarsi alla città di Caltanissetta.
Il lungo tunnel di 6.478 m si sviluppa tra il km 105,822 e il km 112,290 della linea Palermo-Catania; inizia poco dopo la stazione di Marianopoli ed è in ascesa costante del 20 per mille nel senso di marcia da Palermo verso Caltanissetta.
Fino al 2001, anno dell'inaugurazione della Galleria Peloritana, era il più lungo tunnel ferroviario della Sicilia. È stato progettato intorno al 1875 dalla Società Vittorio Emanuele ma la sua costruzione si è protratta sia a causa delle difficoltà di natura geologica e ambientale che a causa del dissesto finanziario della società costruttrice; fu inaugurato il 1º agosto 1885, quando era in corso di subentro la nuova Società Sicula, stabilendo così la continuità ferroviaria tra le due maggiori città dell'isola.
In futuro è prevista la realizzazione della seconda canna per la costruzione del terzo e quarto lotto che dovrebbe completare i lavori di raddoppio della nuova ferrovia Palermo-Catania ad alta capacità, che sarebbe uno dei tre corridoi presi in considerazione secondo alcuni studi di fattibilità. È prevista, inoltre, la costruzione di una nuova variante che includerebbe un nuovo tunnel di valico di oltre 20 km, posto tra le stazioni di Lercara Diramazione e Sciara-Aliminusa, dalla quale beneficierà anche la ferrovia Palermo-Agrigento, in comune con la ferrovia Palermo-Catania, prevedendo la dismissione delle stazioni di Roccapalumba-Alia e Montemaggiore Belsito.